# NVIDIA PureVideo
PureVideo是NVIDIA的提高视频播放質素技術。在GeForce 6系列开始支援。能硬體加速视频播放，減少耗用CPU資源。该功能使用硬件在前端（解码）过程和后段过程（后处理）过程中协助。特别是，PureVideo可以充分地执行MPEG-2渲染的绝大多数工作，以及WMV9渲染的大量工作。
支援平台方面，Microsoft Windows已經可以完全使用該功能。其他平台例如Linux、FreeBSD和Solaris，NVIDIA的180版本驅動程式開始新增VDPAU API接口，這相當於在Linux上實現PureVideo功能。配合MPlayer和NVIDIA提供的修正檔，就可以實現硬體加速。支援的顯示卡必須是GeForce 8或之後的產品。在此之前，NVIDIA使用XvMC（其中一個X-Video输出模块）實現相似功能，但此計劃最終停止了更新。

## 第一代PureVideo
主要技术参数：
- 视频
  - 支援MPEG 2、VC-1及WMV9硬體解碼
  - Spatial-Temporal De-Interlacing - 平整物件的邊緣
  - High-Quality Scaling - 可自由縮放影像的解像度，保持畫質和影像細節
  - Inverse Telecine - 減少鋸齒，增強影片銳利度
  - Bad Edit Correction - 使再次编辑的視頻更清晰
- 音效
  - 杜比数字环绕声解码

支援產品：
- GeForce 7系列
- GeForce 6系列

## 第二代PureVideo HD
於2005年3月2日正式發表，只需更新駆动程式即可支援。
- 新增支援H.264硬體解碼
- 支援Noise Reduction - 降低影片雜訊
- 支援Edge Enhancement - 增強影片銳利度和影像細節
- 支援新的Pull-Down Cadence - 還原24fps轉換成30fps影片的內容，令細節更完美、更自然。
- 新增支援HDMI輸出
- 支援「影像色彩校正」，校正顯示器螢幕與电視螢幕在色彩特性上的差異，確保輸出影像質素與顯示器相若。
- 支援「LCD銳利化」，增強色彩訊號，對某些過慢反應時間的LCD顯示器進行補償，消除殘影。

支援產品：
- GeForce 7系列
- GeForce 6系列
- GeForce 6150（整合形顯示卡）

## 第三代PureVideo HD
GeForce 8800系列顯示卡都支援HDCP（High-bandwidth Digital Content Protection）。HDCP會保護HDTV、Blu-Ray及HD-DVD的影像內容，防止非法拷貝。不支援HDCP的顯示卡，解像度會強行由1080p降至540p。
它亦支援新一代PureVideo HD技術，首次支援高清影訊雜訊消除和邊緣強化技術。在HQV影像測試中，取得128分高分，為現時最佳成績。它除了支援720p、1080i及1080p等解像度外，並支援H.264 、VC-1、WMV-HD及MPEG-HD硬件解碼。
而G84和G86所支援的PureVideo HD技術更強，將所有影像解碼工作交由顯示核心（VP2）負責，大幅降低CPU佔用率。亦新加入BitStream Processor，能夠完全硬體解碼H.264及部分硬體解碼VC-1的影片。最後，加入了AES128運算引擎，就能硬體解碼AACS，由於Windows Vista的關係，這種解碼方式將被頻繁使用，硬體解碼就變得必要。
支援產品：
- GeForce 8系列（G80 8800系列除外）

在GeForce 9中，PureVideo開始支援双流解码，即是GPU同時間可以處理兩段高清影片。在高清影碟中，某些時候會有兩段影片同時播放，例如是同步播放正片和拍摄花絮，所以支援双流解码變得重要起來。另外，亦新加了动态对比度增强技术，用來改善過亮和過暗的場景，增加細節之間的對比度，與HDR技術類似。最後，色彩增强技术可以加強蓝绿色调和皮肤色调的表現。

## 其他公司的相關技術
PureVideo技术的竞争对手是AMD/ATI的AVIVO技術與UVD (全寫為 Unified Video Decoder)和VCE (全寫為Video Coding Engine)與Video Core Next技术、Intel的Clear Video技術與Intel Quick Sync Video技術、S3 Graphics的Chromotion HD技術和矽統科技的Real Video技術。